# Liste der Bodendenkmäler in Schlüsselfeld
Auf dieser Seite sind die Bodendenkmäler in der oberfränkischen Stadt Schlüsselfeld zusammengestellt. Diese Tabelle ist eine Teilliste der Liste der Bodendenkmäler in Bayern. Grundlage ist die Bayerische Denkmalliste, die auf Basis des Bayerischen Denkmalschutzgesetzes vom 1. Oktober 1973 erstmals erstellt wurde und seither durch das Bayerische Landesamt für Denkmalpflege geführt wird. Die folgenden Angaben ersetzen nicht die rechtsverbindliche Auskunft der Denkmalschutzbehörde.

## Bodendenkmäler der Gemeinde Schlüsselfeld

### Bodendenkmäler in der Gemarkung Aschbach
| Lage                    | Objekt | Akten-Nr.     | Bild |
| ----------------------- | --- | ------------- | ---- |
| Aschbach (Standort)     | Archäologische Befunde im Bereich der spätmittelalterlichen und frühneuzeitlichen Evangelisch-Lutherischen Pfarrkirche von Aschbach mit hochmittelalterlichem Vorgängerbau und ehem. ummauertem Kirchhof.                                               | D-4-6229-0012 |      |
| Aschbach (Standort)     | Archäologische Befunde im Bereich des frühneuzeitlichen Freiherrlich v. Pölnitzschen Schlosses in Aschbach mit vermutlich mittelalterlichem bis frühneuzeitlichem Vorgängerbau, Wirtschaftsgebäuden, ehemalige Klostergebäude und barockem Schlosspark. | D-4-6229-0013 |      |
| Aschbach (Standort)     | Archäologische Befunde im Bereich der frühneuzeitlichen ehemalige Synagoge von Aschbach mit Vorgängerbau unbekannten Baujahres. | D-4-6229-0014 |      |
| Aschbach (Standort)     | Archäologische Befunde im Bereich des frühneuzeitlichen jüdischen Friedhofs bei Aschbach. | D-4-6229-0015 |      |
| Hohn am Berg (Standort) | Archäologische Befunde im Bereich der spätneuzeitlichen Evangelisch-Lutherischen Kapelle bei Hohn am Berg mit Vorgängerbau unbekannten Baudatums und ummauertem Friedhof.                                                                               | D-4-6229-0017 |      |

### Bodendenkmäler in der Gemarkung Eckersbach
| Lage                  | Objekt | Akten-Nr.     | Bild |
| --------------------- | --- | ------------- | ---- |
| Eckersbach (Standort) | Archäologische Befunde im Bereich der frühneuzeitlichen Katholischen Kapelle Beate Marie Virgine in Eckersbach. | D-4-6229-0020 |      |

### Bodendenkmäler in der Gemarkung Elsendorf
| Lage                    | Objekt | Akten-Nr.     | Bild |
| ----------------------- | --- | ------------- | ---- |
| Elsendorf (Standort)    | Archäologische Befunde im Bereich der mittelalterlichen, in der Neuzeit wiederholt erneuerten und erweiterten Katholischen Kuratiekirche St. Laurentius von Elsendorf. | D-4-6230-0043 |      |
| Elsendorf (Standort)    | Archäologische Befunde im Bereich des ehemaligen neuzeitlichen Schlosses in Elsendorf, vermutlich mit mittelalterlichem Vorgängerbau.                                  | D-4-6230-0044 |      |
| Possenfelden (Standort) | Archäologische Befunde im Bereich der spätneuzeitlichen Katholischen Ortskapelle in Possenfelden mit Vorgängerbau.                                                     | D-4-6230-0046 |      |

### Bodendenkmäler in der Gemarkung Heuchelheim
| Lage                   | Objekt | Akten-Nr.     | Bild |
| ---------------------- | --- | ------------- | ---- |
| Rambach (Standort)     | Freilandstation des Mesolithikums. | D-4-6229-0004 |      |
| Heuchelheim (Standort) | Archäologische Befunde im Bereich der frühneuzeitlichen Katholischen Filialkirche St. Joseph von Heuchelheim mit Kirchhofmauer.                                         | D-4-6229-0022 |      |
| Rambach (Standort)     | Archäologische Befunde im Bereich der spätneuzeitlichen Katholischen Filialkirche St. Sebastian von Rambach mit frühneuzeitlichem Vorgängerbau und ummauertem Kirchhof. | D-4-6229-0025 |      |
| Debersdorf (Standort)  | Archäologische Befunde im Bereich der frühneuzeitlichen Katholischen Ortskapelle in Debersdorf.                                                                         | D-4-6229-0027 |      |

### Bodendenkmäler in der Gemarkung Reichmannsdorf
| Lage                      | Objekt | Akten-Nr.     | Bild |
| ------------------------- | --- | ------------- | ---- |
| Reichmannsdorf (Standort) | Archäologische Befunde im Bereich der spätmittelalterlichen, in der Frühen Neuzeit erneuerten und in der Moderne erweiterten Katholischen Kuratiekirche St. Sebastian von Reichmannsdorf mit ummauertem Kirchhof. | D-4-6230-0049 |      |
| Reichmannsdorf (Standort) | Archäologische Befunde im Bereich des frühneuzeitlichen Schlosses in Reichmannsdorf mit vermutlich spätmittelalterlichem bis frühneuzeitlichem Vorgängerbau.                                                      | D-4-6230-0050 |      |
| Reichmannsdorf (Standort) | Archäologische Befunde im Bereich der frühneuzeitlichen ehemalige Synagoge von Reichmannsdorf. | D-4-6230-0051 |      |

### Bodendenkmäler in der Gemarkung Schlüsselfeld
| Lage                     | Objekt | Akten-Nr.     | Bild |
| ------------------------ | --- | ------------- | ---- |
| Schlüsselfeld (Standort) | Archäologische Befunde des Mittelalters und der frühen Neuzeit im Bereich der Altstadt von Schlüsselfeld.                                                                            | D-4-6229-0005 |      |
| Schlüsselfeld (Standort) | Archäologische Befunde des späten Mittelalters und der frühen Neuzeit im Bereich der Katholischen Pfarrkirche St. Kilian und Johannes der Täufer von Schlüsselfeld mit ehem. Karner. | D-4-6229-0006 |      |
| Schlüsselfeld (Standort) | Archäologische Befunde des Spätmittelalters und der frühen Neuzeit im Bereich der ehem. Stadtbefestigung mit Mauer und Graben in Schlüsselfeld.                                      | D-4-6229-0007 |      |
| Schlüsselfeld (Standort) | Archäologische Befunde im Bereich der frühneuzeitlichen Katholischen Kapelle St. Maria, urspr. Vierzehn Nothelfer, mit spätmittelalterlichem Vorgängerbau.                           | D-4-6229-0008 |      |

### Bodendenkmäler in der Gemarkung Thüngfeld
| Lage                 | Objekt | Akten-Nr.     | Bild |
| -------------------- | --- | ------------- | ---- |
| Thüngfeld (Standort) | Archäologische Befunde im Bereich der spätmittelalterlichen, in der späten Neuzeit erweiterten Katholischen Filialkirche St. Bartholomäus von Thüngfeld. | D-4-6229-0029 |      |
| Thüngfeld (Standort) | Archäologische Befunde im Bereich des spätmittelalterlichen und frühneuzeitlichen ehemalige Wasserschlosses in Thüngfeld.                                | D-4-6229-0030 |      |
| Thüngfeld (Standort) | Archäologische Befunde im Bereich der frühneuzeitlichen Katholischen Kapelle St. Antonius in Thüngfeld.                                                  | D-4-6229-0031 |      |

### Bodendenkmäler in der Gemarkung Untermelsendorf
| Lage                      | Objekt                       | Akten-Nr.     | Bild |
| ------------------------- | ---------------------------- | ------------- | ---- |
| Obermelsendorf (Standort) | Mittelalterlicher Turmhügel. | D-4-6229-0003 |      |